# Eusebio Valli
Eusebio Giacinto Valli (Casciana Alta, 2 dicembre 1755 – L'Avana, 24 settembre 1816) è stato un medico e scienziato italiano.
Nacque a Casciana Alta, attuale frazione del comune di Casciana Terme Lari, in provincia di Pisa, da una famiglia proveniente da Ponsacco. Il padre era un medico di nome Giuseppe Valli, e la madre era una nobildonna di nome Anna Maria Jacoponi. Nel 1783 si laureò in medicina a Pisa, e negli anni successivi operò come primario in varie città. Seguì le orme di Luigi Galvani e Alessandro Volta, studiando anche il fenomeno della "elettricità animale" o "bioelettricità". È considerato un anticipatore della Vaccinazione. A Eusebio Valli in Toscana sono dedicate strade e piazze. E due grandi targhe marmoree lo ricordano nella casa natale di Casciana Alta e nella casa paterna di Ponsacco.

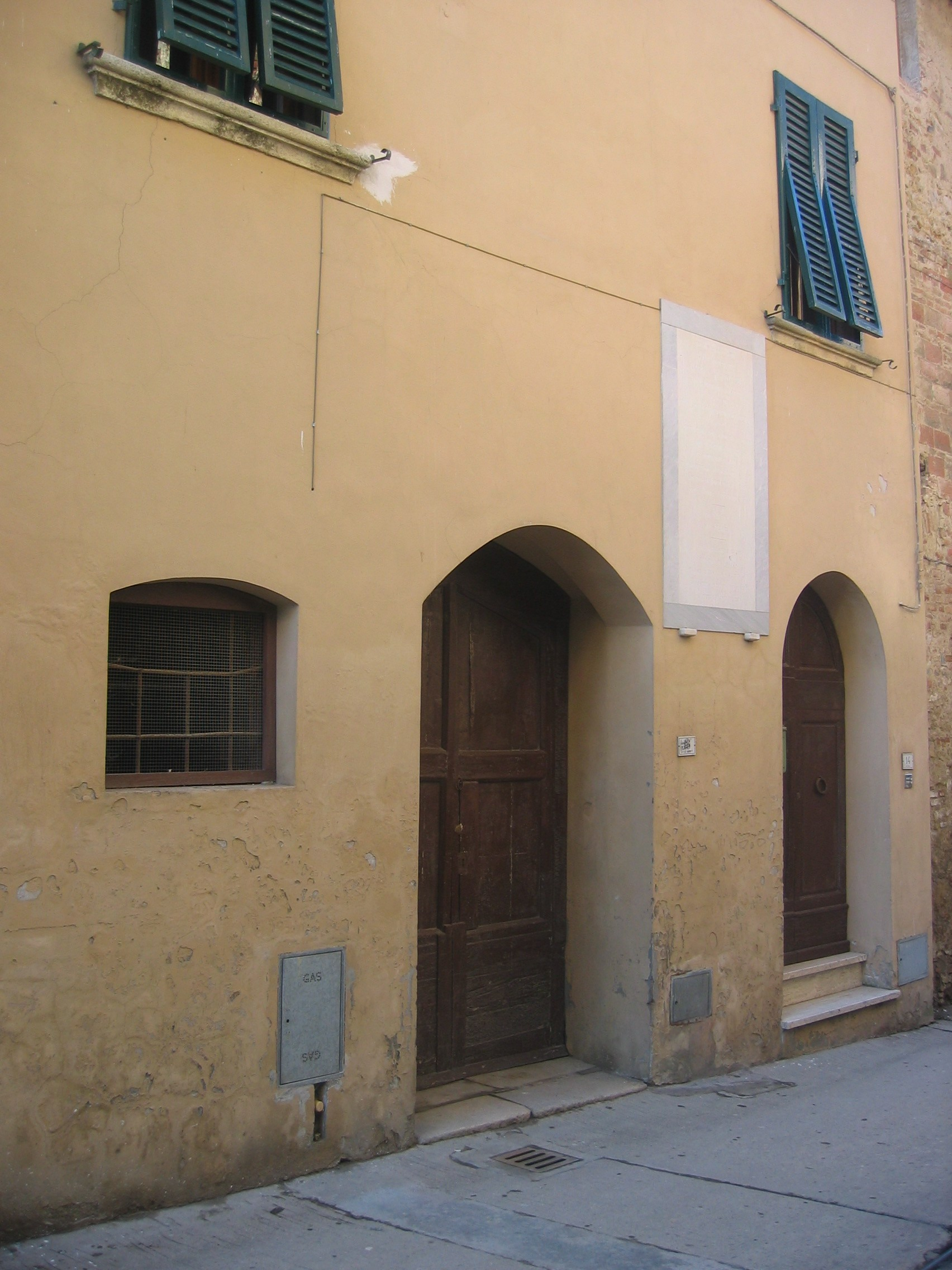
Casa natale di Eusebio Valli, nella via omonima, nel Castello di Casciana Alta in Provincia di Pisa, con una grande targa marmorea che ricorda lo scienziato toscano.

## Attività scientifica
Le pubblicazioni del 1792 di Galvani sull'applicazione di vari metalli a rane spinsero un grande numero di altri scienziati italiani alla ricerca su quella che egli aveva chiamato "elettricità animale". Eusebio Valli fu il primo di questi a divulgare le sue ricerche e scrisse che la scoperta gli aveva "impedito di dormire per molte notti". Valli divenne una sorta di ambasciatore della "elettricità animale" in tutta Europa, tenendo conferenze pubbliche sugli esperimenti di Galvani e pubblicando articoli su questo argomento in varie città italiane e straniere, tra cui Losanna, Parigi, Londra, ecc. Nel 1793 diede alle stampe un volume di 300 pagine intitolato Esperimenti sull'elettricità animale, che all'epoca costituì la più organica analisi di tutti i problemi del galvanismo. Quando Volta rinunciò a distinguere la "elettricità animale" da quella nei metalli (qualcosa che Galvani, credendo nel vitalismo, non avrebbe potuto fare), Valli restò fedele a Galvani e definì l'elettricità nei metalli di Volta "elettricità immaginaria". In seguito Volta inventò la pila voltaica, la progenitrice della batteria elettrica.
Eusebio Valli condusse esperimenti su numerosi vaccini, come quelli contro la rabbia e contro la peste. All'inizio dell'Ottocento, si recò in Egitto, in Turchia e in Dalmazia, poi in Spagna, e infine a Cuba dove imperversava la tremenda febbre gialla che colpiva soprattutto i ceti più poveri. Nel 1816, all'Avana, al fine di studiarne meglio gli effetti, con consapevole coraggio, si auto-iniettò alcuni germi di questa malattia, ma purtroppo a causa di ciò morì sessantenne. Da allora Eusebio Valli è sepolto nel grande Cimitero Monumentale "Cristobal Colon" (Cristoforo Colombo) de L'Avana. La qualità morale del suo gesto fu altamente apprezzata dalle autorità cubane, che lo considerarono, come afferma l'epigrafe scritta sulla sua tomba: "Victima de su amor à la humanidad".

### Fonti
- http://www.treccani.it/enciclopedia/eusebio-valli/
- http://159.149.112.215/public/card.asp?cardid=961[collegamento interrotto]
- http://159.149.112.215/public/author.asp?authorId=502[collegamento interrotto]
- http://www.slidefinder.net/e/eusebio_20valli/eusebiovalli/4863595 -
- http://books.google.it/books?id=SvIRAAAAYAAJ&pg=PA159&lpg=PA159&dq=eusebio+giacinto+valli&source=bl&ots=0qecX9c_hn&sig=gtbFiCMfa5780hYbXt2w0jrjqQo&hl=it&sa=X&ei=DcM3T-TeCIfusgbIvYilDA&sqi=2&ved=0CDgQ6AEwAw#v=onepage&q=eusebio%20giacinto%20valli&f=false
- http://books.google.it/books?id=OikOAQAAIAAJ&pg=RA3-PA93&lpg=RA3-PA93&dq=eusebio+giacinto+valli&source=bl&ots=JCROsBiCuT&sig=4xX0UVvWb2bnkYFn58ZsWYOo3Ts&hl=it&sa=X&ei=DcM3T-TeCIfusgbIvYilDA&sqi=2&ved=0CDwQ6AEwBA#v=onepage&q=eusebio%20giacinto%20valli&f=false
- http://books.google.it/books?id=JPVZAAAAYAAJ&pg=PA199&lpg=PA199&dq=eusebio+giacinto+valli&source=bl&ots=sYQiPd0kHM&sig=zY4aitoW2OZIbimnFVIrgPtf9fw&hl=it&sa=X&ei=rsY3T8fGKcOq-gaa9ZWHAg&ved=0CEQQ6AEwBTgK#v=onepage&q=eusebio%20giacinto%20valli&f=false